# Red Sky (Stargate SG-1)
Red Sky (Cielo Rojo) es el quinto episodio de la quinta temporada de la serie de televisión de ciencia ficción Stargate SG-1, y el nonagésimo tercero de toda la serie.

## Trama
El SG-1 sale bruscamente del Portal en un mundo, al parecer de origen Asgard. Según la oficial científica mayor Carter, esto ocurrió debido a que para establecer una conexión con ese planeta, tuvieron que saltarse algunos protocolos de seguridad del Stargate, por lo que se compromete a revisarlos en cuanto vuelvan a casa.
Luego, mientras exploraran los alrededores el equipo se topa con los habitantes de aquel mundo, llamado K’tau, que resultan ser adoradores del dios nórdico Freyr, uno de los Asgard. El equipo es bien recibido por uno de los lugareños llamado Elrad, pero su hermano, Malchus, se muestra desconfiado y les dice que se vayan. Segundos después, el sol se vuelve rojo. Samantha Carter cree que esto se debió a que la Astrovía por la que llegaron atravesó el sol del planeta (conocido como “El ojo de Odín”) depositando un elemento superpesado e inestable (posiblemente plutonio) en él, lo cual causó que la luz solar pasara al espectro infrarrojo. Si esto se mantiene, la fotosíntesis se volverá imposible y las plantas morirán, lo que llevara ciertamente al fin de la vida en ese mundo.
El coronel O’Neill y el doctor Daniel Jackson van al servicio de adoración, donde piden acompañar a Elrad y Malchus a una cueva, en la cual se halla un holograma de Freyr, que avisa que se preparen para el Ragnarok (Fin del mundo). Sin embargo, O'Neill intenta convencerlos que aun pueden salvarse si les permiten ayudarlos, pero las personas se muestran renuentes a “contradecir” la voluntad de los dioses. Es por esto que, una vez se han ido todos,  el SG-1 decide regresar a la cueva, donde Carter logra hallar la manera de contactar con Freyr, para pedir su ayuda. No obstante, él les explica que no puede interferir ya que K’tau está dentro del tratado de planetas protegidos contra los Goa'uld. O’Neill entonces camina hacia la plataforma holográfica, desde donde es proyectado hacia la Cámara del Alto Consejo Asgard. Allí, los Asgard le explican que al interferir con el sol de K'tau, estarían interfiriendo con el desarrollo natural del planeta, lo que sería una violación a la sección 42 del Tratado de Planetas Protegidos. Como consecuencia el tratado quedaría anulado y los Goa’uld podrían invadir cualquiera de los mundos protegidos, incluyendo la Tierra.
Ante la imposibilidad de contar con los Asgard, Carter propone otro plan, que consiste en introducir un elemento artificial más pesado y estable que el plutonio dentro del sol de K’tau para restablecer su reacción nuclear normal. El general Hammond accede al plan, y 3 semanas después, en K'tau, la plataforma de lanzamiento del cohete que llevara el componente que arreglara el sol, ya casi está terminada. Un amigo de Carter, el Dr. MacLaren provee el tipo elemento que necesitan; se denomina HU23240, pero Carter sugiere llamarlo mejor como “Maclarium”. 
En la villa, en tanto, Malchus convence a 2 habitantes para realizar ataques suicidas, que resultan en la muerte de 2 miembros del SG-6 y la destrucción del cohete. O’Neill, furioso por la ignorancia, arrogancia e hipocresía de Malchus amenaza con matarlo, pero se retracta y ordena a todos volver al SGC. No obstante, Daniel logra que O'Neill le de una última oportunidad para intentar convencer a la gente de dejar K’tau. Cuando Daniel no consigue que las personas escuche, O’Neill decide simplemente contarles la verdad sobre los Asgard: No son dioses, sino alienígenas con naves espaciales. Afortunadamente, la gente no cree en esto.
Luego, al volver al SGC, la mayor Carter dice que aun existe una pequeña posibilidad para restablecer el funcionamiento normal de la estrella de K’tau: enviar el Maclarium por el Portal y cortar la conexión justo cuando el elemento pase a través del sol, reintegrándose así dentro de este. El plan procede según lo calculado, y el equipo es enviado a comprobar si funcionó. Pasado un tiempo, parece no haber cambio alguno en el planeta. Sin embargo, cuando Daniel Jackson se une a una plegaria, dirigida por Elrad, para disculparse y despedirse, repentinamente el sol vuelve a la normalidad. El equipo sospecha que pudieron haber sido los Asgard, ya que las acciones iniciadas por el SG-1 pudieron darles la oportunidad para arreglar el sol, sin que los Goa’uld lo supieran.

## Artistas invitados
- Fred Applegate como Elrad.
- John Prosky como Malchus.
- Norman Armour como el Dr. MacLaren.
- Brian Jensen como Freyr.
- Dan Shea como el Sargento Siler.
- Dion Luther como Miembro del Alto Consejo Asgard (Voz).[5]